# 레트로 게이머

레트로 게이머(Retro Gamer)는 복고풍 비디오 게임을 다루는 전 세계적으로 발행되는 영국 잡지이다. 이 주제에 전적으로 전념하는 최초의 상업 잡지였다. 2004년 1월 분기 간행물로 시작된 레트로 게이머는 곧 월간지가 되었다. 2005년에 게임 및 컴퓨터 잡지 독자층의 전반적인 감소로 인해 출판사인 라이브 퍼블리싱이 문을 닫았고 잡지에 대한 권리는 나중에 이미진 퍼블리싱(Imagine Publishing)에서 인수했다. 퓨처가 이미징 퍼블리싱을 인수한 후 2016년 10월 21일 퓨처에 인수되었다.

## 디지털 버전
- Retro Gamer eMag Load 1[1] (containing issues #1 to #30)
- Retro Gamer eMag Load 2[2] (containing issues #31 to #55)
- Retro Gamer eMag Load 3[3] (containing issues #56 to #80)